# Rheumaptera rebeli
Rheumaptera rebeli là một loài bướm đêm trong họ Geometridae.